# K-League de 2000
A K-League de 2000 foi a 18º edição da principal divisão de futebol na Coreia do Sul, a K-League. A liga começou em março e terminou em novembro de 2000. 
Dez times participaram da liga. O Anyang LG Cheetahs foi o campeão pela terceira vez.

## Classificação final
| Pos | Time                    | Pts | JG | V  | V-pen | D  | GM | GS | SG  | Notas       |
| --- | ----------------------- | --- | -- | -- | ----- | -- | -- | -- | --- | ----------- |
| 1.  | Anyang LG Cheetahs      | 53  | 27 | 17 | 2     | 8  | 46 | 25 | +21 | Campeão     |
| 2.  | Bucheon SK              | 36  | 27 | 10 | 6     | 11 | 45 | 35 | +10 | Vice        |
| 3.  | Seongnam Ilhwa Chunma   | 42  | 27 | 12 | 6     | 9  | 43 | 33 | +10 | 3º Play-off |
| 4.  | Jeonbuk Hyundai Motors  | 37  | 27 | 11 | 4     | 12 | 34 | 40 | −6  | 4º Play-off |
| 5.  | Suwon Samsung Bluewings | 36  | 27 | 11 | 3     | 13 | 48 | 43 | +5  |             |
| 6.  | Busan I'Cons            | 29  | 27 | 9  | 2     | 16 | 42 | 42 | 0   |             |
| 7.  | Chunnam Dragons         | 28  | 27 | 8  | 4     | 15 | 28 | 35 | −7  |             |
| 8.  | Daejeon Citizen         | 24  | 27 | 7  | 3     | 17 | 26 | 40 | −14 |             |
| 9.  | Pohang Steelers         | 22  | 27 | 5  | 7     | 15 | 31 | 39 | −8  |             |
| 10. | Ulsan Hyundai Horang-i  | 20  | 27 | 6  | 2     | 19 | 26 | 37 | −11 |             |